# Джорджтаунский университет
Джорджта́унский университе́т (англ. Georgetown University) — католический (иезуитский) частный университет, расположенный в г. Вашингтон. Университет Джорджтауна основан в 1789 году католическим епископом Джоном Кэрроллом и является старейшим университетом католической конгрегации на территории США. Является ведущим в мире университетом в области политических наук и дипломатии. Находится в районе Джорджтаун г. Вашингтон, до 1871 года имевшем статус отдельного города. Школа права университета Джорджтауна находится в центральном районе Вашингтона.
Джорджтаунский университет — старейшее католическое высшее учебное заведение в США. Иезуиты участвовали в академической жизни университета как ученые и администраторы с 1805 года. Однако университет всегда управлялся независимо от церкви, и большинство студентов Джорджтауна — не католики.
Университет Джорджтауна имеет филиалы в Италии, Турции и Катаре. Университет на 2024 год обучает 7968 студентов колледжа (бакалавриат) и более 12 тыс. аспирантов (магистратура и докторантура). Выпускники университета известны во многих сферах мировой общественной и государственной жизни: в их числе 12 глав государств (включая бывшего президента США Билла Клинтона и президента Филиппин Глорию Макапагал-Арройо), 23 губернатора штатов (США), 23 сенатора (США), 11 членов королевских семей и 79 дипломатов в ранге посла.

## История

### Основание

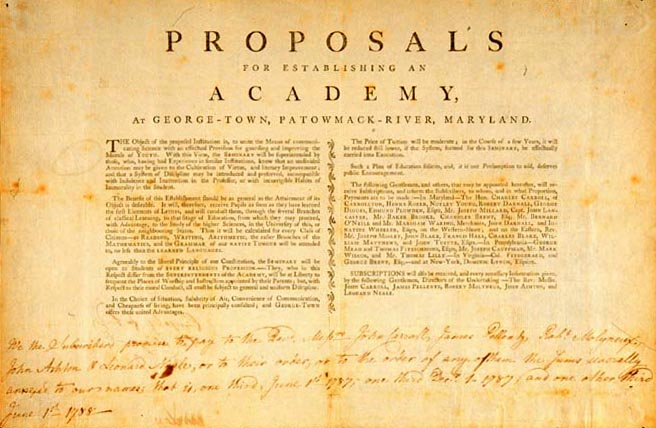
Джон Кэрролл опубликовал своё предложение открытия университета в Джорджтауне в 1787 году, после того как Американская революция позволила свободу вероисповедания.

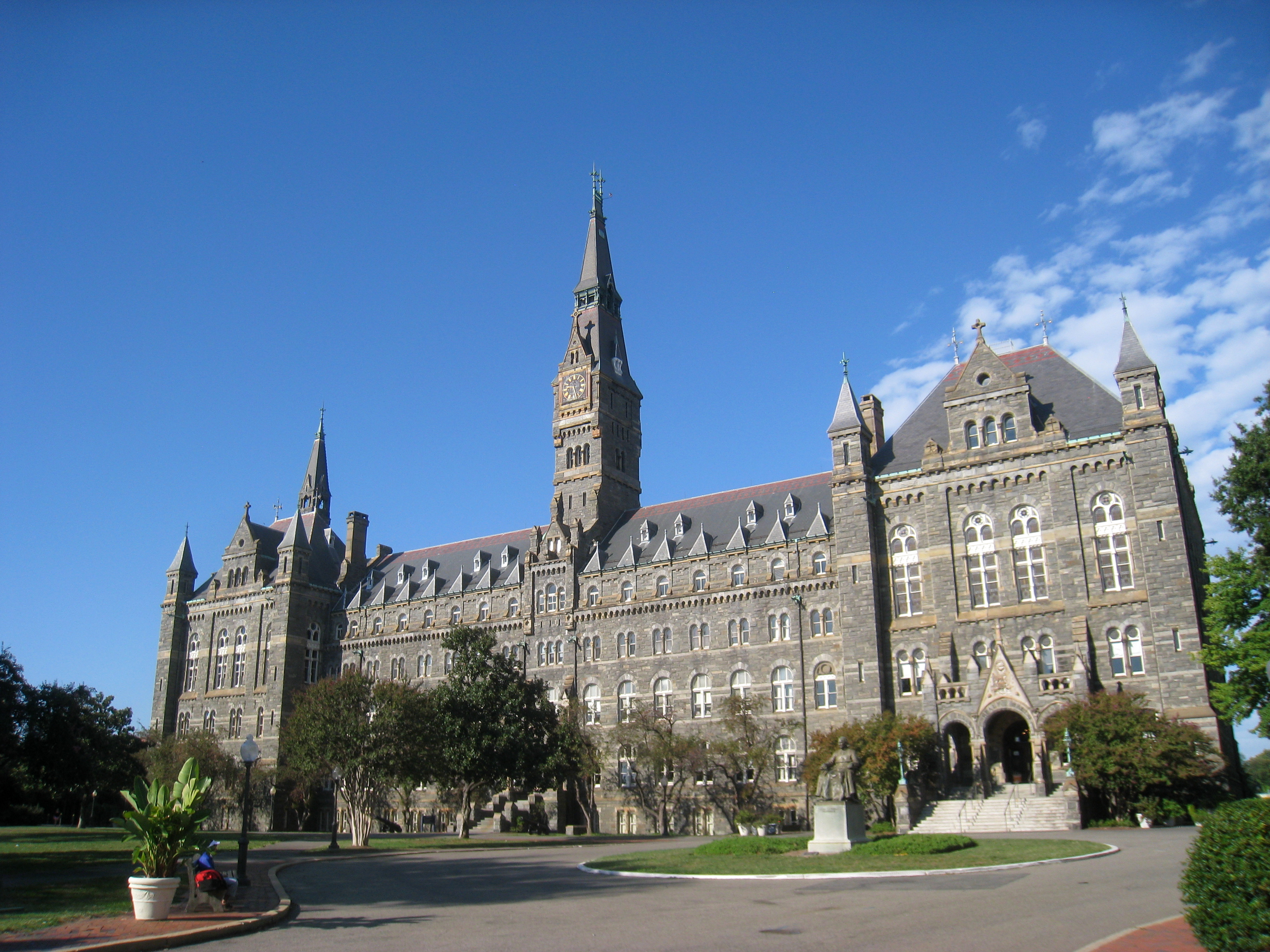
Хили-холл — здание, в котором располагается университетская администрация и аудитории.

Английские католики-поселенцы прибыли в Америку в 1634 году, в основном расселившись на территории тогдашней колонии Мэриленд. Поражение роялистов в Английской гражданской войне (1646) привело к принятию в колонии антикатолического законодательства, выдворению с её территории известных иезуитов и разрушению их школы. В течение большей части колониального периода иезуиты были вынуждены проводить занятия в католических школах нелегально. Снятие запрета на иезуитское образование в 1776 году (после начала американской революции) позволило католикам создать образовательное учреждение на постоянной основе.
По рекомендации Бенджамина Франклина папа Римский Пий VI назначил бывшего иезуита Джона Кэрролла главой римско-католической церкви в Америке. В 1783 году Кэрролл стал встречаться с местным духовенством на территории поселения Аннаполис (колония Мэриленд), где они начали подготовку к организации нового университета. В 1789 году Кэрролл приобрел необходимую для размещения университета территорию. Будущий конгрессмен Вильям Гастон стал первым студентом Джорджтаунского университета, начавшего работу в начале 1792 году.

### Развитие
В 1851 году была основана школа медицины университета Джорджтаун, которая также включила в себя школу медперсонала в 1903 году.
В 1870 году открылся факультет права, который на сегодняшний день выделен в самостоятельную школу права университета Джорджтаун. В 1901 году, благодаря Джону Уитни, был открыта медицинская школа, впоследствии ставшая стоматологической. Школа дипломатической службы (SFS) университета Джорджтаун является ведущим учебным заведением подготовки дипломатов в США (открыта в 1919 году Э. Уолшем). Школа бизнеса Джорджтауна была основана в 1957 году, и в 1998 году была названа в честь выпускника Роберта Эммета МакДоноу.

## Учебные программы
По данным за 2017 год в университете обучались 7 463 студентов бакалавриата и 11 542 студентов программ магистратуры и докторантуры. Программы бакалавриата предлагаются в Джорджтаунском колледже, Школе бизнеса Роберта Эммета Макдоноу, Школе медсестринства и здравоохранения, и Школе дипломатической службы Эдмунда А. Уолша, в которую входит кампус в Катаре.
Джорджтаунский университет предлагает степени бакалавра по сорока восьми специальностям в четырех школах бакалавриата, а также дает студентам возможность создавать свою учебную программу. Университет также предлагает множество возможностей для обучения за границей, и около 50 % студентов бакалавриата проводят время в зарубежных учебных заведениях.
Программы магистратуры и докторантуры предлагаются в Высшей школе искусств и наук, Юридическом центре, Школе медицины, Школе государственной политики МакКорта и Школе непрерывного обучения. Студенты магистратуры иногда посещают продвинутые семинары со студентами бакалавриата, и большинство школ предлагают сокращенные программы бакалавриата и магистратуры после получения степени бакалавра. Школа бизнеса Макдоноу и Школа дипломатической службы Эдмунда А. Уолша также предлагают магистерские программы. Школа дипломатической службы известна своими академическими программами в области международных отношений. Ее аспирантура заняла первое место в мире по версии журнала Foreign Policy, а ее программа бакалавриата заняла четвертое место.

## Студенческая жизнь
Студенческий состав Джорджтауна состоит, в основном, из студентов, прибывших извне округа Колумбия. Так, в 2016 году 33 % студентов были из Среднеатлантических штатов, 11 % — иностранные студенты из 129 различных стран, а остальные — из других регионов США.

### Студенческие организации
По данным за 2012 год, 92,9 % студентов Джорджтаунского университета участвуют как минимум в одной из 179 зарегистрированных студенческих организаций, которые охватывают самые разные направления: студенческое самоуправление, клубный спорт, СМИ и публикации, исполнительское искусство, религия, волонтерство и другие. Студенты также управляют магазинами, банками и медицинскими услугами на кампусе.
Ассоциация студентов Джорджтаунского университета — это организация студенческого самоуправления для студентов. Избранные представители учащихся так же входят в Академические советы школ, Совет директоров университета, а с 1996 г. — в Консультативную комиссию по району Джорджтауна.
Помимо студенческих организаций и клубов, в Джорджтаунском университете находится крупнейшая в стране компания, принадлежащую студентам — Students of Georgetown, Inc, известная как «The Corp». Основанная в 1972 году, «The Corp» управляет четырьмя кафе, двумя продуктовыми магазинами, кейтерингом, а также сезонными складскими помещениями для студентов. Годовой доход компании составляет около 5 миллионов долларов, а прибыль напрямую реинвестируются в студенчество Джорджтауна через Corp Philanthropy, которая выделила более 85 000 долларов в виде стипендий и пожертвований организациям Джорджтауна в 2014—2015 годах.
Федеральный кредитный союз выпускников и студентов Джорджтаунского университета является крупнейшим полностью управляемым студентами кредитным союзом в Соединенных Штатах с 12 000 членами и активами на сумму более 17 миллионов долларов. Студенческий инвестиционный фонд Джорджтаунского университета — один из немногих инвестиционных фондов, управляемых студентами бакалавриата в Соединенных Штатах. Hilltop Consultants — это управляемое студентами некоммерческое консалтинговое агентство, которое работает с местными и международными организациями, включая Teach For America, Habitat for Humanity и Special Olympics. Hilltop Microfinance Initiative — это организация микрофинансирования, управляемая студентами, цель которой — расширить возможности малообеспеченных сообществ в округе Колумбия, Мэриленде и Вирджинии с помощью кредитов для малого бизнеса и финансового обучения.
Джорджтаунские спортивные команды, называющиеся Georgetown Hoyas, включают в себя мужскую команду по баскетболу, которая выиграла рекордное количество чемпионатов Большого Востока, и национальный чемпионат в 1984 году.